# 李家户镇
李家户镇，是中华人民共和国山東省德州市武城县下辖的一个乡镇级行政单位。

## 行政区划
李家户镇下辖以下地区：
李官屯社区、东升社区、祥瑞社区、郎寨社区、祥和社区、郑官屯社区、祥顺社区、李家户村、梁庄村、刘官屯村、刘王庄村、石官屯村、魏庄村、辛庄村和张庄村。